# Kurihara
Kurihara (栗原市?) è una città giapponese della prefettura di Miyagi.